# Dresdner Anzeiger

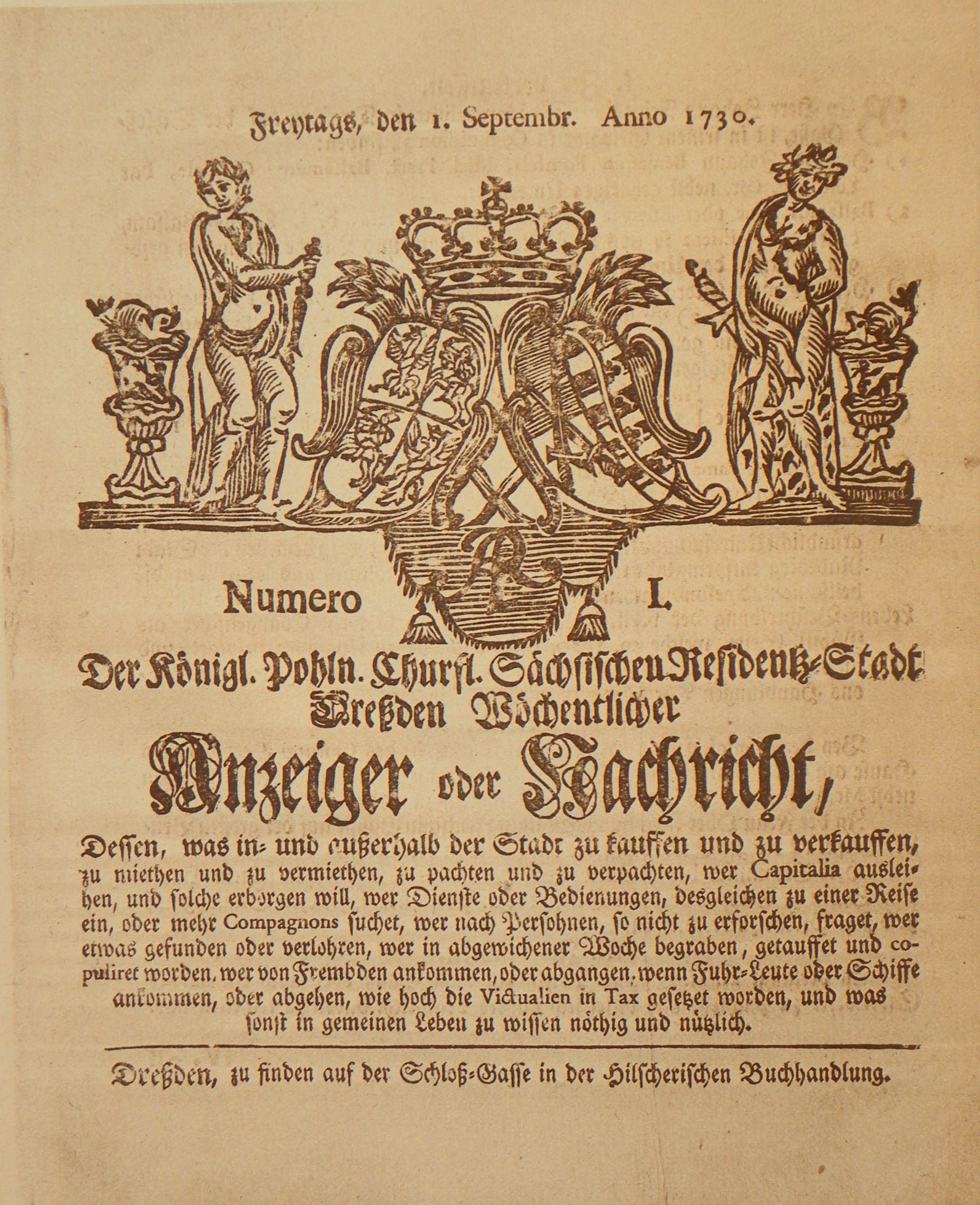
Titelblatt der Erstausgabe 1730

Der Dresdner Anzeiger war die wohl älteste, in jedem Fall die zeitlich am längsten (1730–1943) existierende Tageszeitung Dresdens.
Geistiger Urheber war der Ratsauktionator Johann Christian Crell, der am 30. März 1730 an den König und Kurfürsten August den Starken das Gesuch, ihm das Privileg für ein wöchentliches Anzeigenblatt, einen „Frage- und Antwort-Zettul“, zu geben. Hintergrund war, dass Crell bereits ab 1714 handgeschriebene Nachrichten als erste periodisch erscheinende Publikationen in Dresden verfasste.
Noch bevor eine Entscheidung dazu fiel, hatte der Buchhändler und Pfarrersohn Gottlob Christian Hilscher (1705–1748) am 20. August 1730 ebenfalls ein Gesuch an den König und Kurfürsten gerichtet, und erhielt kurzfristig auch das Privileg. Er veröffentlichte am 1. September 1730 zunächst zweimal wöchentlich erscheinend das Blatt Der Königl. Pohln. Churfürstl. Sächsischen Residentz-Stadt Dreßden Wöchentlicher Anzeiger oder Nachricht, zwischenzeitlich Dresdner Anzeigen, später kurz Dresdner Anzeiger genannt, was zwar vordergründig ein Anzeigenblatt war, jedoch – so die erste Ausgabe – auch das berichtete, „was sonst im gemeinen Leben zu wissen nöthig und nützlich“. Damit wurde die um 1720 entstandene Tradition der „Intelligenzzettel“ in das Blatt mit integriert. Crell, der eigentliche Ideengeber, arbeitete eine Zeitlang mit (was den „Anzeiger“ schrittweise zu einem Informations- und Verlautbarungsorgan des Dresdner Rates machte). Vertrieben wurde der Anzeiger durch die Hilschersche Buchhandlung in der Schloßstraße.
Nach Hilschers Tod ging das erteilte Privileg an verschiedene Buchhändler, bis es 1829 die Freiin von Schlichten erbte. Die 1829 an den Vater erteilte geschäftsführende Vollmacht ging 1834 an seinen Sohn: Justus Friedrich Güntz. Dieser erwarb 1837 schließlich den Dresdner Anzeiger, dessen alleiniger Herausgeber er dann 1839 wurde. Nunmehr wurde der Dresdner Anzeiger endgültig das Amtsblatt der Stadt Dresden.
Auf Grund einiger Schicksalsschläge gründete Güntz eine private Stiftung öffentlichen Rechts, die Güntzstiftung, in die er das Herausgabeprivileg des Dresdner Anzeigers einbrachte und dessen Erträgnisse die Stiftung speisten.
Nach mehreren Sitzwechseln erfolgte die Herausgabe des Dresdner Anzeigers ab 1900 vom Sitz in der Breite Straße. 1943 wurde er durch die NS-Behörden mit den Dresdner Neuesten Nachrichten zur Dresdner Zeitung zwangsfusioniert, nach den Luftangriffen auf Dresden vom 13. bis 15. Februar 1945 stellte diese ihr Erscheinen ein. 1951 wurde auch die Güntzstiftung für aufgelöst erklärt.